# Ann Black
Ann Black (1950) è un'ex sciatrice alpina statunitense.

## Biografia
Sciatrice polivalente originaria di Seattle, in Coppa del Mondo la Black esordì il 10 marzo 1967 a Franconia in discesa libera (17ª), ottenne il miglior risultato il 28 marzo 1968 a Rossland in slalom speciale (9ª) e prese per l'ultima volta il via il 30 gennaio 1970 a Garmisch-Partenkirchen in discesa libera (23ª); l'ultimo risultato della sua carriera agonistica fu il titolo nazionale vinto dalla Black nella discesa libera dei Campionati statunitensi 1970, disputata il 13 marzo a Waitsfield. Non prese parte a rassegne olimpiche o iridate.

## Palmarès

### Coppa del Mondo
- Miglior piazzamento in classifica generale: 52ª nel 1968

### Campionati statunitensi
- - 3 ori (discesa libera[1] nel 1968; discesa libera[2] nel 1969; discesa libera[1] nel 1970)